# مارك ويرتز
مارك ويرتز (بالفرنسية: Mark Wirtz)‏ هو ملحن وكاتب ومنتج أسطوانات ورسام ومؤلف فرنسي وأمريكي، ولد في 3 سبتمبر 1943 في ستراسبورغ في فرنسا.

## وصلات خارجية
- الموقع الرسمي
- مارك ويرتز على موقع ميوزك برينز (الإنجليزية)
- مارك ويرتز على موقع أول ميوزيك (الإنجليزية)
- مارك ويرتز على موقع ديسكوغز (الإنجليزية)